# Haraldfeltet
Haraldfeltet er et producerende olie- og gasfelt, der ligger i den danske del af Nordsøen, det er fundet i år 1980 øst og 1983 vest og sat i drift i 1997. 
Der er 2 gasproduktionsbrønde i øst og 2 gasproduktionsbrønde i vest. Østreservoiret ligger på en dybde af 2700 m i kalksten af Danien og Sen Kridt-alder. Vestreservoiret ligger på en dybde af 3650 m i sandsten af Mellem Jura-alder. Indtil nu er der produceret 8,055 mio. m3 olie og 22,405 mia. Nm3 gas samt 0,669 mio. m3 vand. Der er ikke injiceret vand eller gas.
Operatør er Mærsk Olie og Gas A/S. Akkumulerede investeringer 4,27 mia. kr.